# Museu do Boké
O Museu do Boké (em francêsː Musée de Boké) é um museu regional, construído em 1971, localizado na cidade de Boké, em Guiné.

## História
No período pré-colonial, o edifício foi usado como centro de comércio de escravos. A edificação foi reconstruída em 1878, para servir como primeiro posto francês dos "Rios do Sul" (Atual Guiné), criado por Faidherbe. Abrigou as acomodações do comandante, os escritórios administrativos e uma adega-prisão no porão, durante a colonização francesa.
Em fevereiro de 1971, passou a abrigar o museu regional. No ano de 1981, o edifício do museu foi restaurado pelos amigos do Museu do Boké. E em 1991, recebeu seu primeiro curador, Mamadou Bailo Traoré, atualmente aposentado.
O museu passou por um período de abandono até o ano de 2021, quando o edifício foi restaurado e remodelado, sendo financiado pelo general Mohamed Diané. Ganhou nova pintura, portas e janelas; foi instalado painéis solares; e criaram novas salas de exposições. Reabriu ao público em 22 de maio de 2021.

## Estrutura
O edifício possui dois pavimentos e um porão, ainda possui características de sua reconstrução de 1878, com arquitetura colonial, muro de pedra esculpido em seu redor e dois canhões na entrada. Há uma sala de exposição de fotografias e uma sala de exposição de obras de arte local.

## Acervo
O museu possui em seu acervo, obras de arte e culturais dos grupos étnicos Landoma, Baga e Nalu.
Alguns dos objetos expostos são uma banheira, um cofre e armas de Samori; O "Amantchoh" dos Baga e o "Bansonyi" dos Landoma; as diferentes formas da "Nimba" e do "Kê kôrôba"; o "Kirinyi"; a máscara "Tambaninguo"; o "Koromi"; e um trono real. 